# Версајски споразум
Версајски споразум (или Версајски мировни систем) је назив за мировни уговор закључен 28. јуна 1919. у Версају између Антанте и Немачке. Након Првог светског рата, одржана је Париска конференција мира (од 18. јануара 1919. до 28. јуна 1919. у Паризу) а мировни уговори закључени су са сваком побеђеном државом посебно. Ово је био један од тих уговора. Како су главне седнице конференције одржаване у палатама Версаја, усталио се назив: Версајски споразум. Главну реч на тој конференцији имали су државници великих сила Антанте, а заступано је 27 држава из Антантине коалиције.
Немачка је у складу са овим уговором морала признати да је искључиви кривац за Први светски рат, пристати да се Алзас и Лорену врате Француској, да се у северном Шлезвигу проведе плебисцит, да се неки погранични градови врате Белгији, да се у подручју Сара успостави 15-годишња управа Лиге народа и након тога проведе плебисцит о њеној коначној припадности Немачкој или Француској. Надаље, Немачка је морала признати припајање пољских подручја новоствореној држави Пољској и признати јој преко коридора излаз на Балтичко море према луци Гдањск. Те конфисковане територије су чиниле 15% укупне површине Немачке територије. Немачке колоније и немачка имовина у тим колонијама припали су највећим делом Великој Британији, а затим Француској, Јапану, Белгији, Португалији, Јужноафричкој Унији и Аустралији. Немачка је од почетка 1929. године морала платити ратне одштете у износу од 5 милијарди долара, а остало, што је требало накнадно утврдити, исплатити у 30 година. Осим тога, због штета које је нанела подморничким ратом, Немачка је морала испоручити победничким државама готову сву своју трговачку морнарицу и за те државе сваке године производити утврђени број нових бродова. Није смела увозити ни извозити оружје, није смела имати подморнице, а ради војске могла је држати само 100.000 војника у копненим и 15.000 војника у морнаричким постројењима, док није смела имати ратно ваздухопловство ни генералштаб. Уз поништење пријашњих уговора, Немачка је морала признати новонастале државе у Европи и обвезати се да неће припојити Аустрију.
Тадашњи економисти, као на пример Џон Мејнард Кејнс, су предвидели да је овај споразум био преоштар и да су висина одштете била превисока и контрапродуктивна.
Истог мишљења је био и тадашњи немачки председник владе који није хтео да потпише овај споразум јер Немци нису учествовали у преговорима и изради споразума, већ је поднео оставку. Упркос томе Немачка је само уз протест потписала споразум након што јој је запрећена инвазија трупа.